# او کیست
او کیست (به انگلیسی: Who Is It) آهنگی از آلبوم خطرناک مایکل جکسون است که توسط مایکل جکسون نوشته شده‌است و در سال ۱۹۹۱ منتشر شد. این ترانه پس از انتشار رتبه ۶ را در چارت سبک آر اند بی آمریکا بدست آورد و در جدول ۱۰۰ آهنگ داغ بیلبورد رتبه ۱۴ را کسب کرد.

## موزیک ویدئو
کارگردان نماهنگ ديويد فينچر کارگردان مشهور آمريکايي است و در آن بازيگران مطرحی چون یان بوکانان و لويس چليز و همچنین مانکن پرآوازه دهه هشتاد ياسمين لبون به ايفای نقش پرداخته اند. فضای این موزیک ویدئو تیره و مبهم می‌باشد و جکسون در حالی در کلیپ دیده می‌شود که از خیانت دوست دختر خود ناراحت می‌باشد. او کارت ویزیتی با نام Alex مشاهده می‌کند که نشان از خیانت دختر به او است. (هر چند در ادامه شاهد این هستیم که در کشوی میز و همچنین کمد اتاق مایکل انبوهی از کارتهای مختلف وجود دارد). در ادامه بیننده متوجه می‌شود که آن دختر به صورت مخفی برای فرد میلیاردری کار می‌کند. ظاهر دختر در طول تصاویر تغییر می‌کند و به خانه مشتریان با ارائه کارت ویزیت وارد می‌شود و شب را با آن‌ها می‌گذراند. این نشان می‌دهد کارتی را که جکسون کشف کرده و عبارت Alex بر آن نوشته شده‌است نام مستعار این دختر است. (مایکل در کلیپ فوق تنهایی اش را به تصویر می‌کشد در حالی که هر آنکس که بخواهد و هر آنچیز که بخواهد و هر آنچه که میل و اراده کردن آن را داشته باشد مهیا می‌باشد ولیکن در پس همه اینها او احساس تنهایی بی پایانی را به تصویر می‌کشد) در آخر او به خانه جکسون بر می‌گردد؛ ولی دستیار جکسون اجازه ورود به او نمی‌دهد او مجبور می‌شود به کار خود بازگردد. در طول موزیک ویدئو همراه مایکل جکسون شبهٔ حضور دارد.
در آمریکا این موزیک ویدئو با اصلاحاتی به نمایش درآمد.

## دست‌اندرکاران
- ترانه‌سرا، آهنگ‌ساز تنظیم و اجرا توسط مایکل جکسون
- تولید شده توسط مایکل جکسون و بیل بوترل
- صداهای پس زمینه توسط مایکل جکسون
- درامز توسط بیل بوترل و لورن بایرن
- سینتی سایز توسط بیل بوترل
- باس توسط لویی جانسون
- تنظیم توسط براد بوکسر و دیوید پاچ
- تنظیم نهایی توسط جورج دل باریو
- ویولون توسط لری کوربت